# اداره ثبت اختراعات سوئیس
ادارهٔ ثبت اختراعات سوئیس یا آژانس فدرال حفاظت از مالکیت فکری (به فرانسوی: Institut Fédéral de la Propriété Intellectuelle) ادارهٔ مسئول حفاظت از مالکیت فکری در سوئیس است که در حال حاضر در پایتخت این کشور، برن است. این آژانس مسئول ثبت اختراعات، علائم تجاری، طراحی‌های صنعتی و حق تکثیر (کپی‌رایت) است.